# Duchesse de Montebello (rose)
'Duchesse de Montebello' est un cultivar de rosier, hybride de Rosa chinensis, baptisé en l'honneur de la duchesse de Montebello (1782-1856), épouse du maréchal Lannes. Cette rose ancienne est l'ancêtre d'un grand nombre de roses modernes.

## Classification
La classification de 'Duchesse de Montebello' a donné lieu à des erreurs. L'obtenteur, Jean Laffay, a présenté cette rose, comme « rosier de Bengale », mais la classification moderne la range dans les hybrides de Rosa chinensis. Certaines caractéristiques la font ressembler à un hybride de Rosa gallica et des auteurs la classent dans la catégorie de Rosa centifolia, ou même dans la catégorie rosier de Noisette, mais la majorité la range dans les hybrides de rosiers de Chine.

## Description
'Duchesse de Montebello' prend la forme d'un buisson drageonnant de 100 à 160 cm de hauteur et pouvant atteindre 90 cm de largeur. Son feuillage est vert clair tirant sur le gris. Ses grandes fleurs fortement parfumées à l'allure « chiffonnée » arborent une couleur rose corail à rose pâle avec de 26 à 40 pétales. Elle n'est pas remontante et ne fleurit qu'une seule fois de manière très abondante et plus tôt que la majorité des rosiers.

## Culture
Sa zone de rusticité s'étend de 4b à 8b, elle est donc vigoureuse dans les zones aux hivers froids : la Société suédoise des amateurs de roses la recommande même pour des zones difficiles de ce pays. Elle a une bonne résistance aux maladies si elle est bien traitée à la fin de l'hiver. On peut l'admirer à l'Europa-Rosarium de Sangerhausen.

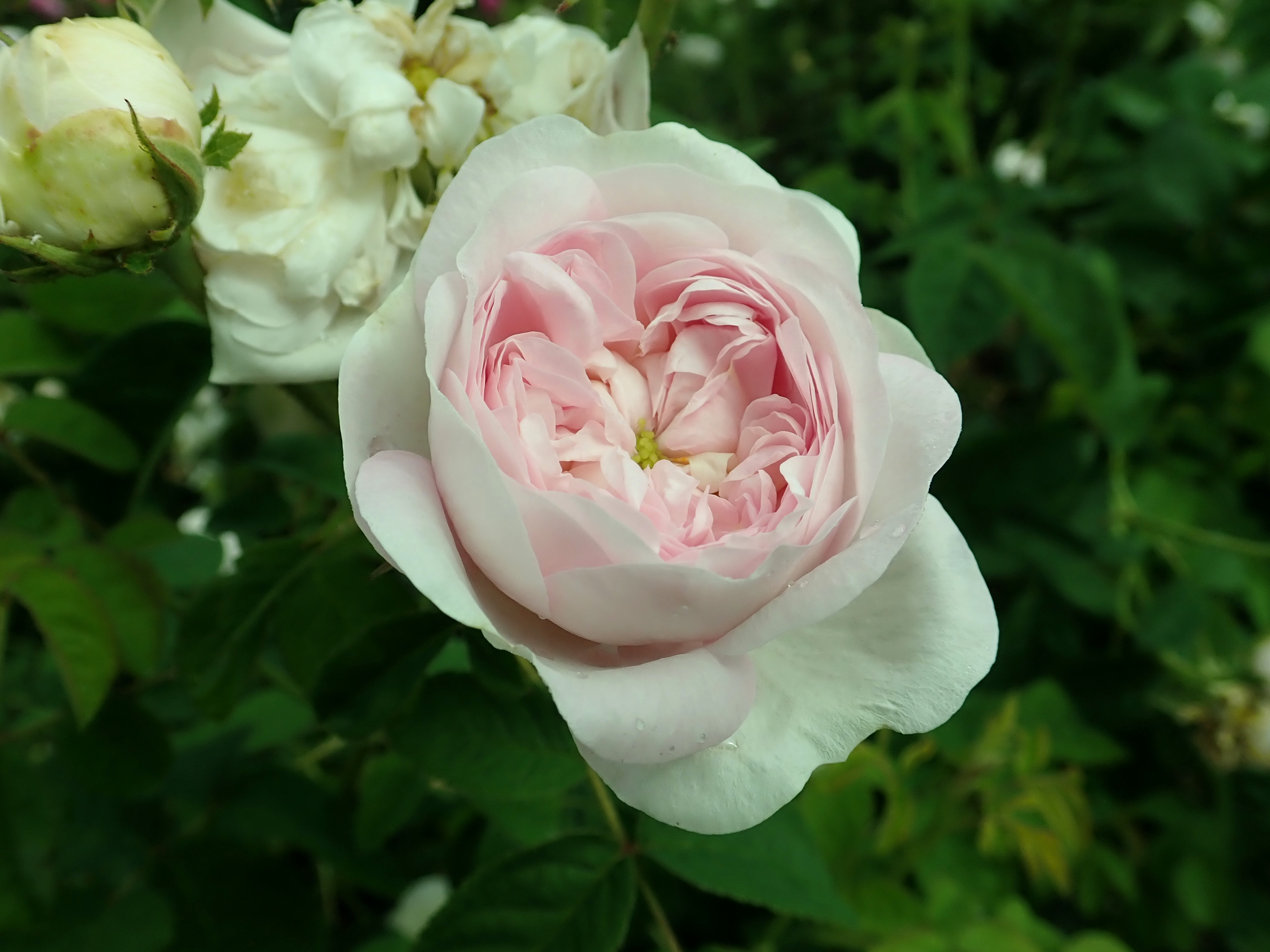
'Duchesse de Montebello' à Sangerhausen
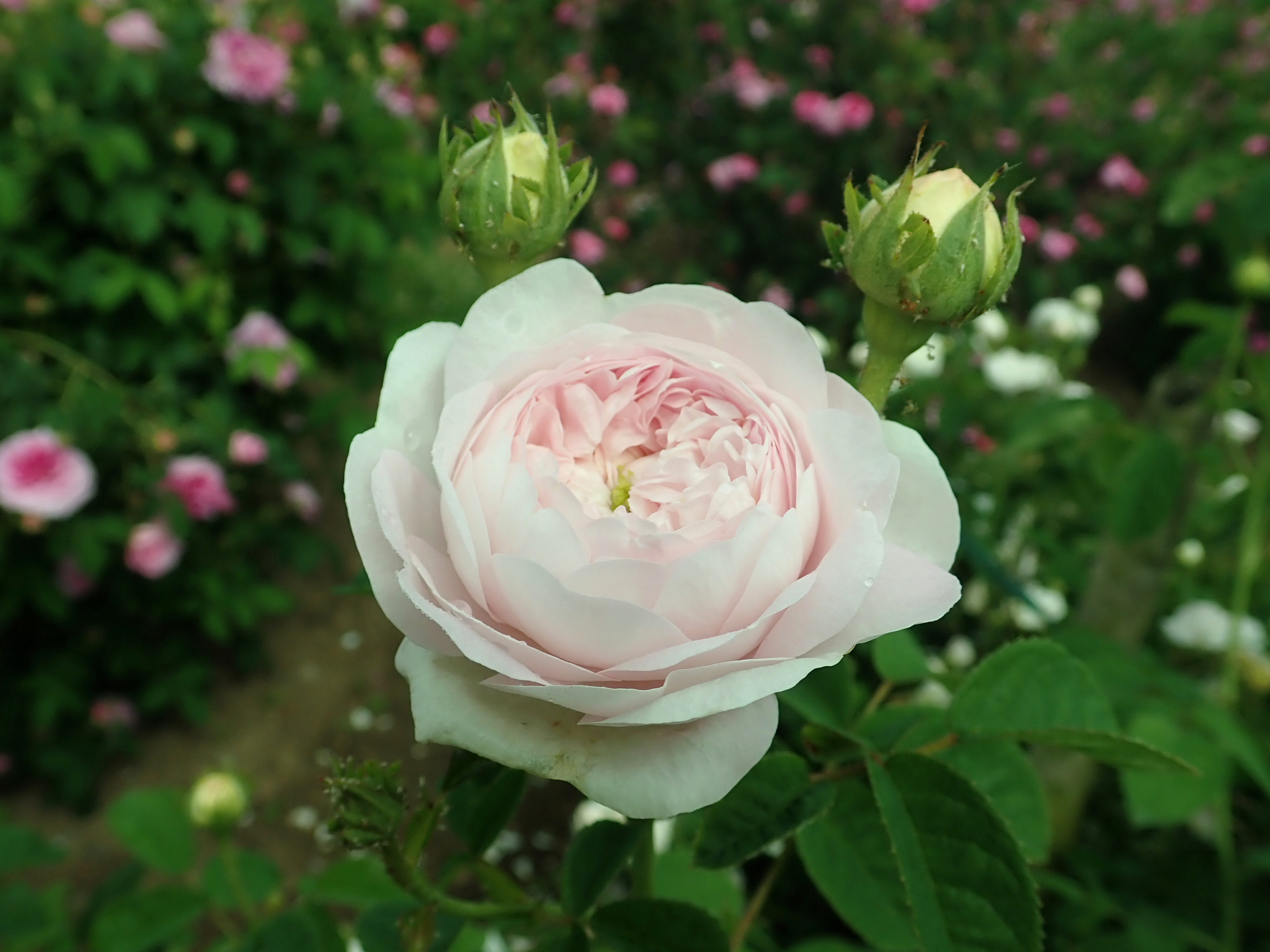
'Duchesse de Montebello' à Sangerhausen
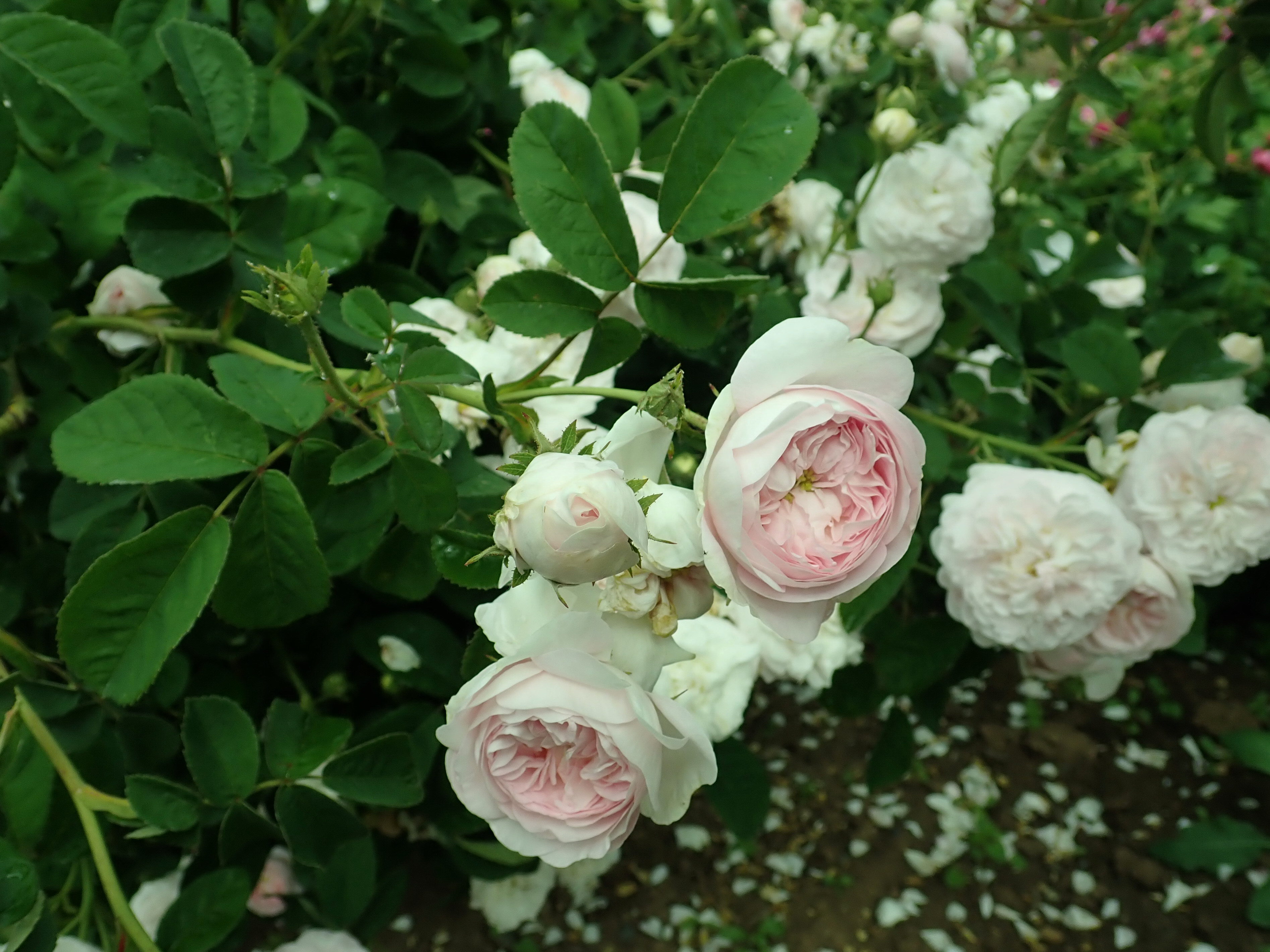
'Duchesse de Montebello' à Sangerhausen

## Distinctions
- Dowager Rose Queen (ARS).
- Humboldt Rose Society Show. 2001[5]